# Оагу
Оагу (Moho apicalis) — вимерлий вид горобцеподібних птахів родини Mohoidae.

## Поширення та вимирання
Ендемік Гавайських островів. Був поширений у гірських лісах на острові Оагу.
Вперше цього птаха спостерігав у 1825 році англійський натураліст Ендрю Блоксам. У 1837 році німецький натураліст Фердинанд Деппе вполював 3-х птахів поблизу Гонолулу. Це було останнім достовірним спостереженням цього птаха. Коли у 1860 році Джон Гульд описав вид, птах вже вимер. Збереглися лише 7 музейних зразків. Причинами вимирання, ймовірно, стали захворювання птахів, переносниками яких були чужорідні види москітів, а також викорчовування лісу, інтродукція пацюків, знищення рослинності худобою тощо.

## Опис
Довжина тіла самців – 30 см. Розмах крил був 38 см завдовжки. Дзьоб завдовжки 3.5 см. Самки були меншими від самців (довжина тіла – 27 см, розмах крил – 36 см). Основне оперення чорного забарвлення. Пір'я хвоста коричневого кольору з білими вершинами, за винятком двох середніх пір'їн. Тулуб з боків і підхвістя жовтого кольору. Дзьоб і ноги чорні.

## Спосіб життя
Про спосіб життя і поведінку нічого не відомо.